# Aeropuerto de Svalbard
El Aeropuerto de Svalbard Longyear (en noruego: Svalbard lufthavn, Longyear) (IATA: LYR, OACI: ENSB) es el principal aeropuerto que sirve al archipiélago Svalbard, en Noruega. Se encuentra a 1,6 millas náuticas (3 km) al noroeste de Longyearbyen y es el aeropuerto con vuelos regulares más septentrional del mundo. El primer aeropuerto próximo a Longyearbyen fue construido durante la Segunda Guerra Mundial. En 1959, comenzó a ser empleado para vuelos ocasionales, pero solo podía ser utilizado unos pocos meses al año. La construcción del nuevo aeropuerto en Hotellneset comenzó en 1973 y fue inaugurado el 2 de septiembre de 1975. Es operado y gestionado por la empresa estatal Avinor.
En 2013, el aeropuerto tuvo un tráfico de 151 651 pasajeros. Scandinavian Airlines opera vuelos diarios a Tromsø y Oslo en el territorio continental de Noruega. Lufttransport proporciona servicios a los otros dos aeropuertos de Svalbard, Ny-Ålesund y Svea, usando aviones turbohélice Dornier Do 228. Hay también varios vuelos chárter.

## Historia

### Adventdalen
La primera pista en Svalbard fue construida en Adventdalen, cerca de Longyearbyen, por la Luftwaffe durante la Segunda Guerra Mundial. No volvió a ser usada después de la guerra; durante el verano el archipiélago era servido por barcos, pero quedaba totalmente aislado de noviembre a mayo. A comienzos de los años 1950, la Fuerza Aérea de Noruega comenzó a efectuar vuelos postales empleando una aeronave PBY Catalina que salía de Tromsø y realizaba entregas desde el aire en la Isla del Oso y en Longyearbyen. Sin embargo, este avión no aterrizó hasta el 9 de febrero de 1959, cuando un residente se puso gravemente enfermo y fue trasladado al territorio continental noruego para recibir tratamiento. La compañía minera Store Norske Spitsbergen Kulkompani limpió la pista en Adventsdalen y tanto el vuelo de catorce horas como el aterrizaje fueron satisfactorios. Un segundo aterrizaje, en esta ocasión para realizar entregas postales, fue efectuado el 11 de marzo.
Aunque el Catalina era una opción para los vuelos postales, no era una solución permanente adecuada para el transporte de pasajeros y carga, principalmente debido a su reducido tamaño. Store Norske contactó con la aerolínea doméstica Braathens SAFE para establecer un servicio regular. El primer vuelo de prueba tuvo lugar el 2 de abril de 1959 con un Douglas DC-4 con 54 pasajeros desde el aeropuerto de Bardufoss. Store Norske habilitó una pista de 1800 m para el avión. El siguiente vuelo tuvo lugar en 1962, seguido de otro en 1963 y dos en 1964. Debido a la falta de luces de pista, los vuelos sólo podían ser realizados con luz diurna, lo que impedía los vuelos durante algunos días de diciembre y enero, cuando el sol nunca llega a salir debido a la noche polar. En abril, la pista podía derretirse, y no se podían efectuar vuelos durante el verano. La navegación se llevaba a cabo usando señales de radio desde la Isla del Oso e Isfjord.
El primer vuelo nocturno tuvo lugar el 8 de diciembre de 1965. Un DC-4 despegó desde el recientemente construido aeropuerto de Tromsø y dejó correo en la Isla del Oso antes de continuar hacia Longyearbyen. La pista fue iluminada usando lámparas de parafina y las luces de los vehículos estacionados a los lados de ella. También fue instalado un transmisor de radio en Hotellneset. Durante la temporada 1965-66, Braathens SAFE efectuó 16 vuelos a Svalbard. Las siguientes dos temporadas, el contrato fue otorgado a Scandinavian Airlines System (SAS), pero tras ello volvió a Braathens SAFE. Fred. Olsen Airtransport efectuó su primer vuelo a Svalbard en 1966. En 1969 se alcanzaron los cincuenta vuelos en Svalbard y en 1972 tuvo lugar el vuelo número cien. Desde entonces, Braathens SAFE comenzó a utilizar aviones Douglas DC-6B. Durante estos años, Store Norske también instaló luces permanentes. El primer avión a reacción en llegar a Adventdalen fue un Dassault Falcon 20 de Fred Olsen Flyselskap con matrícula LN-FOI. El aterrizaje tuvo lugar en 1971, y el avión transportaba 1700 libras de correo y pasajeros, entre los que se incluían miembros de una expedición geológica. Un Fokker F-28 aterrizó el 29 de abril de 1972. Desde 1974, se comenzaron a usar los Boeing 737-200C. Braathens SAFE construyó un pequeño almacén de piezas de recambio y hasta 90 000 l de combustible. Aeroflot inició sus vuelos con Adventdalen en 1973 para prestar servicio a la comunidad rusa de Barentsburg.

### Hotellneset

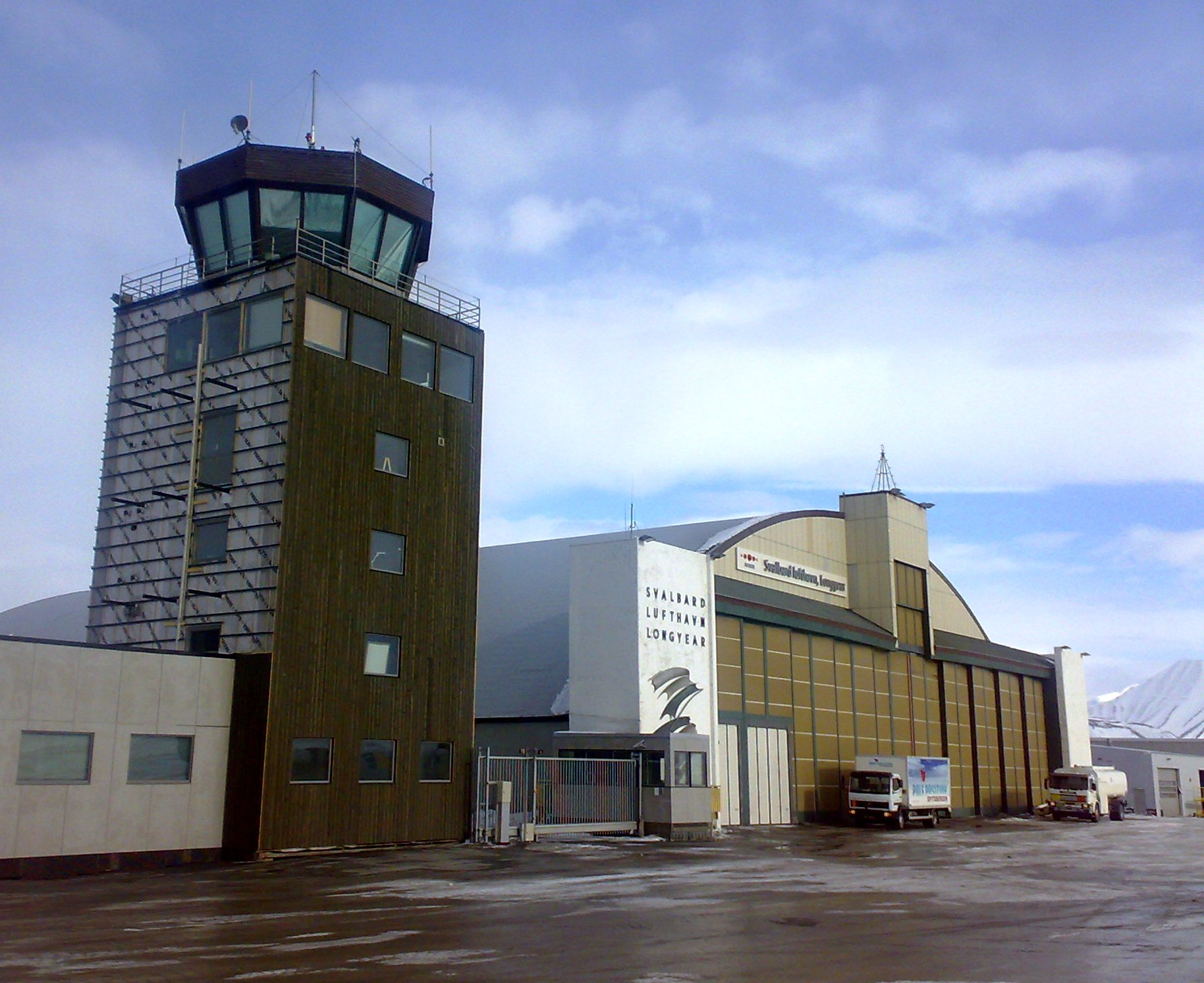
La torre y el hangar.

El tratado de Svalbard especifica que no está permitida la presencia de ninguna instalación militar en el archipiélago. A las autoridades soviéticas les preocupaba que un aeropuerto civil permanente pudiese ser utilizado por fuerzas noruegas y de la OTAN, pero los soviéticos también necesitaban un aeropuerto para dar servicio a sus asentamientos en Barentsburg y Pyramiden, por lo que a principios de los años 1970 alcanzaron un acuerdo con Noruega.
La construcción comenzó en 1973. El aeropuerto debía ser construido sobre el permafrost. La pista está aislada con respecto al suelo, por lo que no se derrite durante el verano. El hangar está fuertemente anclado al suelo gracias a que los pilares fueron fundidos en el lugar y luego congelados de nuevo para afianzarlos. La pista estaba llena de fisuras por hielo debido a un método de construcción inadecuado, obligando a un reasfaltado habitual de pista. En 1989 algunas partes de la pista fueron reconstruidas, dando a estas zonas, que antes eran las peores, una solución aceptable. En 2006 esta medida fue llevada a cabo en las zonas de pista restantes. En 2007 se llevó a cabo una mejora del edificio de la terminal para dotarlo de una mayor capacidad.

### Servicios

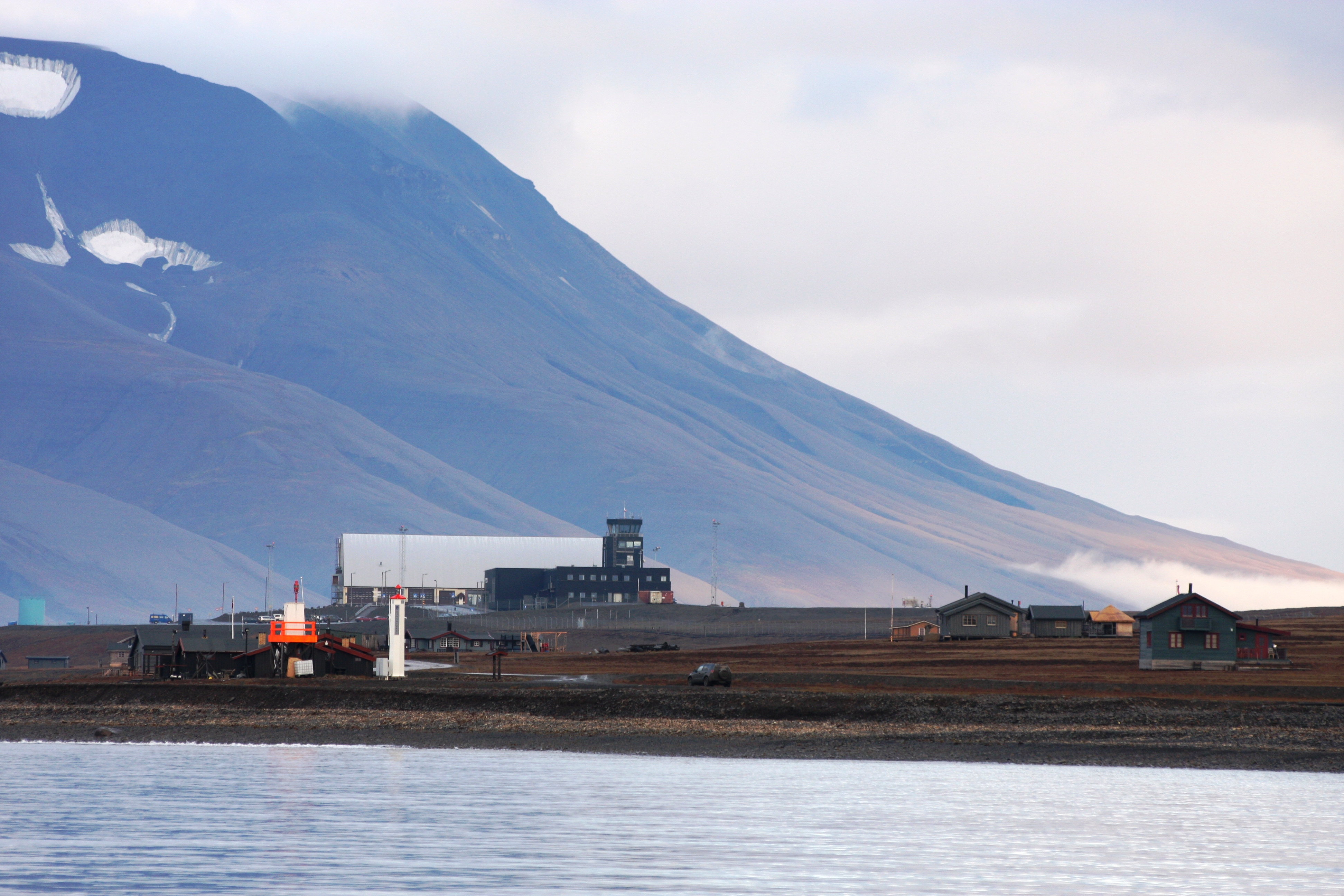
El aeropuerto visto desde el fiordo.

Tanto Braathens SAFE como SAS solicitaron la licitación para poder volar desde la isla a la Noruega continental. Esta fue otorgada a SAS, quien estableció un servicio semanal. Desde que el aeropuerto fue apto para operaciones hasta la inauguración oficial, Braathens SAFE continuó operando vuelos chárter para Store Norske. El primer aterrizaje en el nuevo aeropuerto tuvo lugar el 14 de septiembre de 1974 con un Fokker F-28, y Braathens SAFE continuó operando hasta el 1 de septiembre de 1975. Las autoridades rusas otorgaron un contrato de vuelos cada dos semanas a Aeroflot desde el aeropuerto de Murmansk. El primer intento de abrir oficialmente el aeropuerto tuvo lugar con un Douglas DC-9 de SAS el 14 de agosto de 1975. Entre los invitados a bordo se encontraba el rey Olaf V, pero una espesa niebla en Longyearbyen obligó al avión a regresar. El 1 de septiembre, un Fokker F-27 de Braathens SAFE fue utilizado para calibrar las pistas; a bordo se encontraban pilotos de SAS y Aeroflot para aprender sobre las condiciones de aterrizaje. Al día siguiente, el segundo intento de abrir el aeropuerto fue realizado con éxito. Además de los servicios regulares Store Norske, se realizó también un vuelo chárter de carga de Fred Olsen Air Transport.
Lufttransport ha estado operando en el aeropuerto desde 1976. En 1984, dos helicópteros Bell 212 establecieron su base en el aeropuerto tras la firma de un contrato con el gobernador de Svalbard. La compañía firmó un acuerdo con los Guardacostas de Noruega para que un avión Partenavia Spartacus fuese estacionado en Longyearbyen para la vigilancia de las zonas de pesca. Desde 1994 ha tenido un Dornier Do 228 estacionado en el aeropuerto, y en 2001 se le unió un segundo.

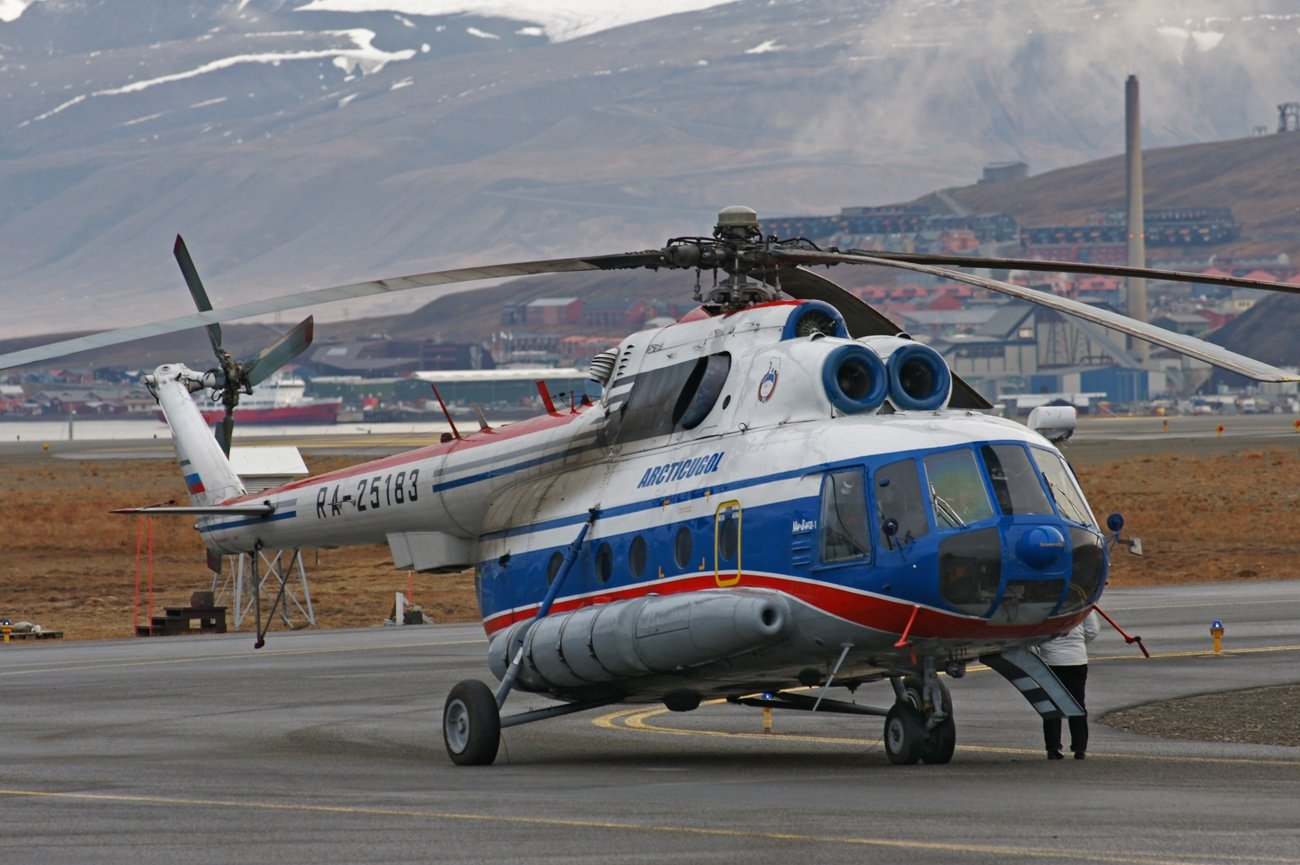
Spark+ operó el Mil Mi-8 para Arktikugol.

El 14 de agosto de 1987, Braathens SAFE regresó al mercado, volando junto a SAS a Tromsø y Oslo. Por primera vez, los vuelos regulares a Oslo fueron operados como vuelos diurnos en lugar de los vuelos nocturnos ofertados por SAS. En 2002, después de que SAS comprase Braathens, la filial transfirió todos sus vuelos con destino Longyearbyen al grupo. Desde mayo de 2004, se fusionó para formar SAS Braathens, que volvió a llamarse SAS desde el 1 de junio de 2007. Del 1 de abril al 1 de noviembre de 2004, Norwegian Air Shuttle introdujo tres vuelos semanales desde Longyearbyen a Tromsø y Oslo, usando aviones Boeing 737-300, pero el servicio fue cancelado debido a la baja ocupación. Un nuevo servicio fue iniciado el 27 de marzo de 2008 con dos vuelos directos a Oslo, utilizando el avión Boeing 737-800, pero fue nuevamente cancelado a finales de ese mismo año. Desde 2014, Norwegian vuela de nuevo a Svalbard desde Oslo.

## Instalaciones

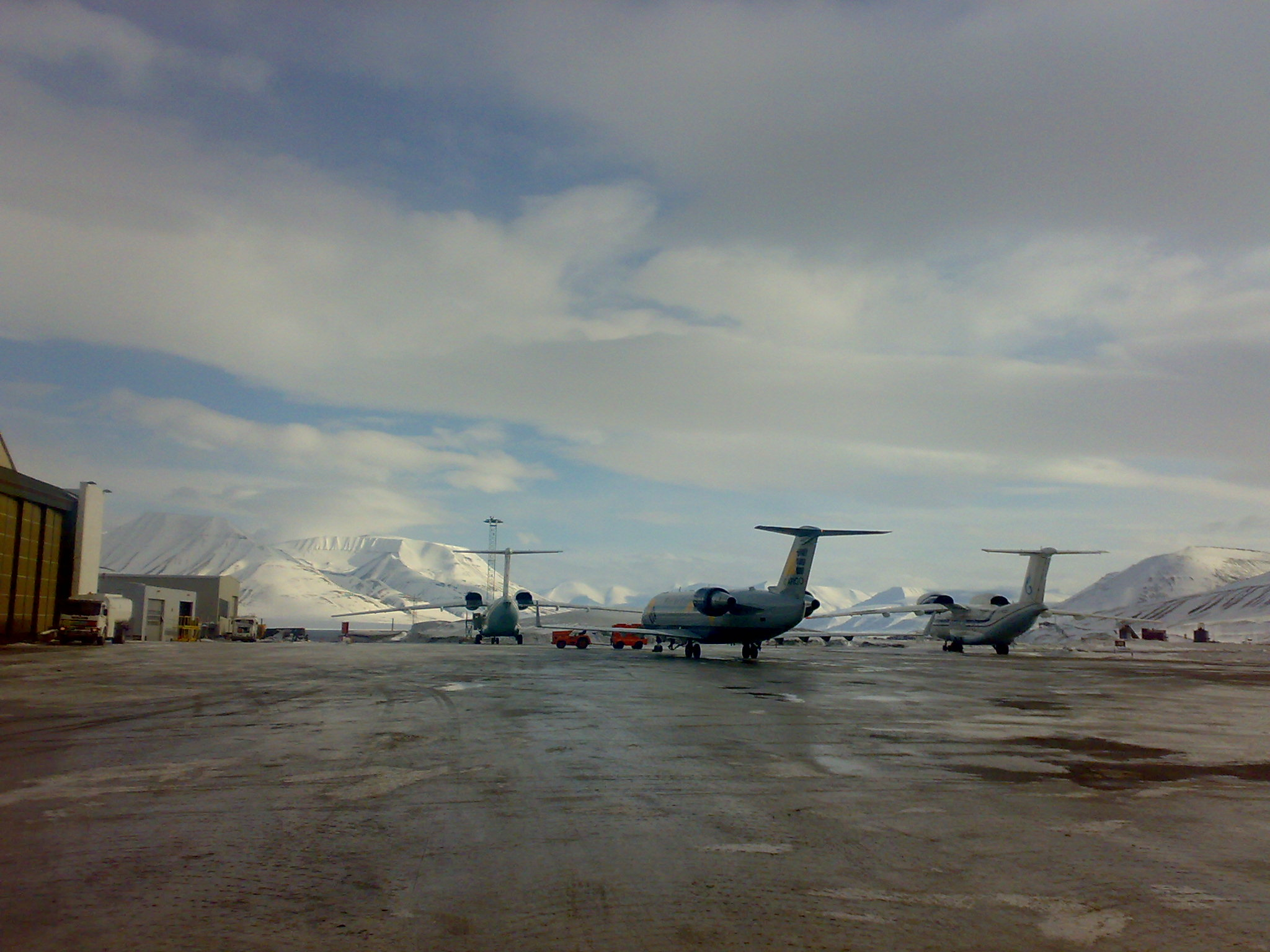
Avión estacionado en el aeropuerto.

El aeropuerto se encuentra a 1,6 millas náuticas (3 km) al noroeste de Longyearbyen, el mayor asentamiento en Svalbard. También da servicio al cercano asentamiento ruso de Barentsburg. El territorio continental de Noruega forma parte de la zona Schengen, pero Svalbard está excluido, por lo que desde 2011 hay un control de pasaportes en el aeropuerto.
Hay 200 plazas de aparcamiento gratuitas en el exterior del aeropuerto, así como taxis, vehículos de alquiler y servicios de autobuses (una lanzadera opera a los hoteles y casas de huéspedes en Longyearbyen y Nybyen). Scandinavian Airlines proporciona servicios de asistencia en tierra a través de SAS Ground Services.
La pista tiene 2483 m de longitud y una alineación 10/28 (prácticamente este–oeste), equipada con un sistema de aterrizaje por instrumentos, pero no cuenta con calles de rodadura. Tiene un ancho de 45 m contando con dos desagües que permiten que el agua procedente de la montaña Platåberget discurra por debajo de ella. Aproximadamente un tercio de la pista está construida sobre el terreno, mientras que dos tercios de esta están construidos sobre un dique artificial. Una capa de hielo estable, que va de 1 a 4 metros de espesor está bajo la pista de aterrizaje para impedir la descongelación del suelo durante el verano.

## Aerolíneas y destinos

### Pasajeros

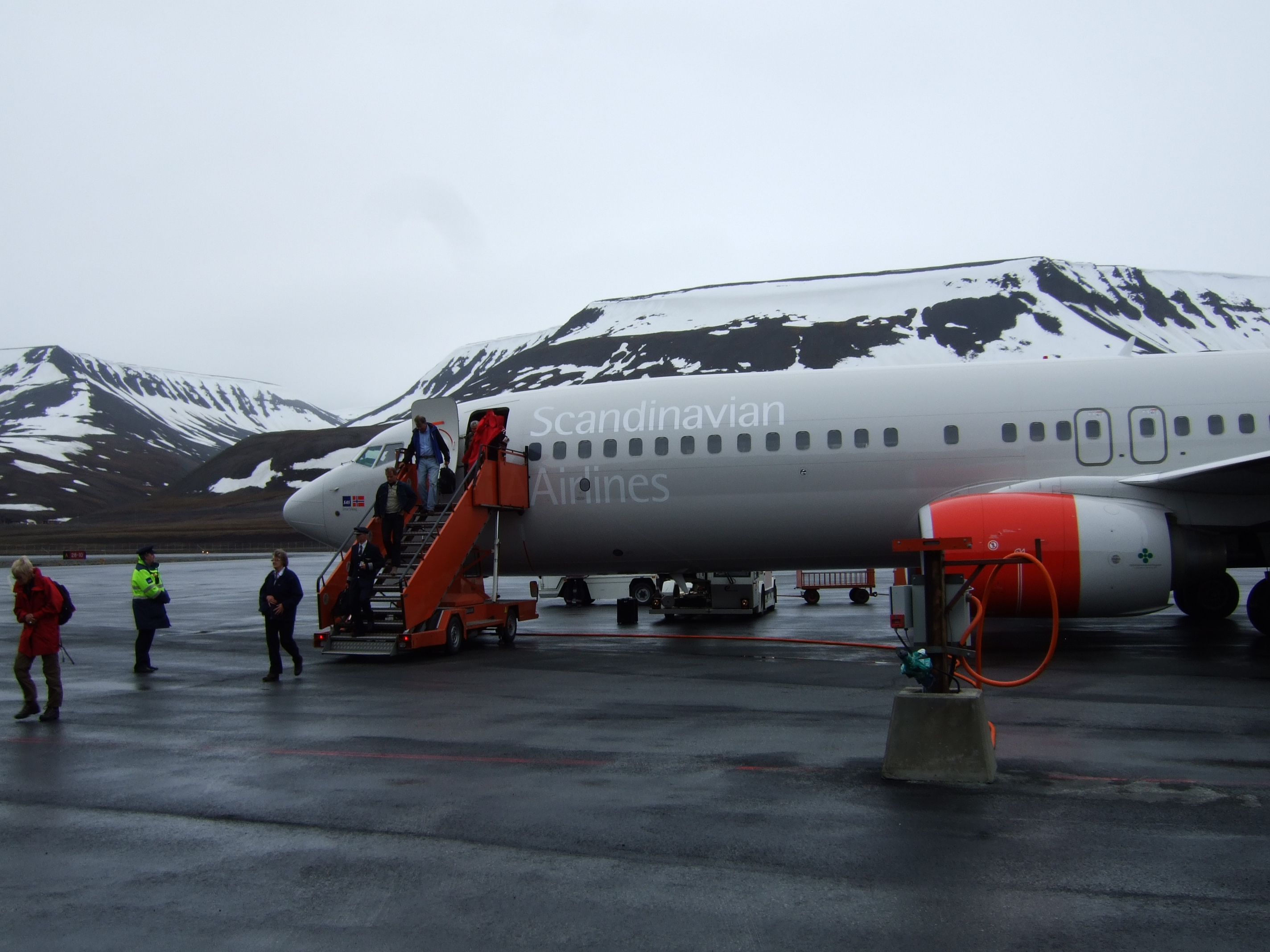
Pasajeros desembarcando de un Boeing 737-800 de Scandinavian Airlines.

| Aerolíneas                    | Destinos                               |
| ----------------------------- | -------------------------------------- |
| Atlantic Airways              | Chárter estacional: Copenhague-Kastrup |
| Lufttransport                 | Ny-Ålesund, Svea                       |
| Norwegian Air Shuttle         | Oslo-Gardermoen                        |
| Scandinavian Airlines         | Oslo-Gardermoen, Tromsø                |
| Swiss International Air Lines | Chárter estacional: Zúrich             |

### Carga
| Aerolíneas     | Destinos                         |
| -------------- | -------------------------------- |
| Europe Airpost | Chárter: París-Charles de Gaulle |

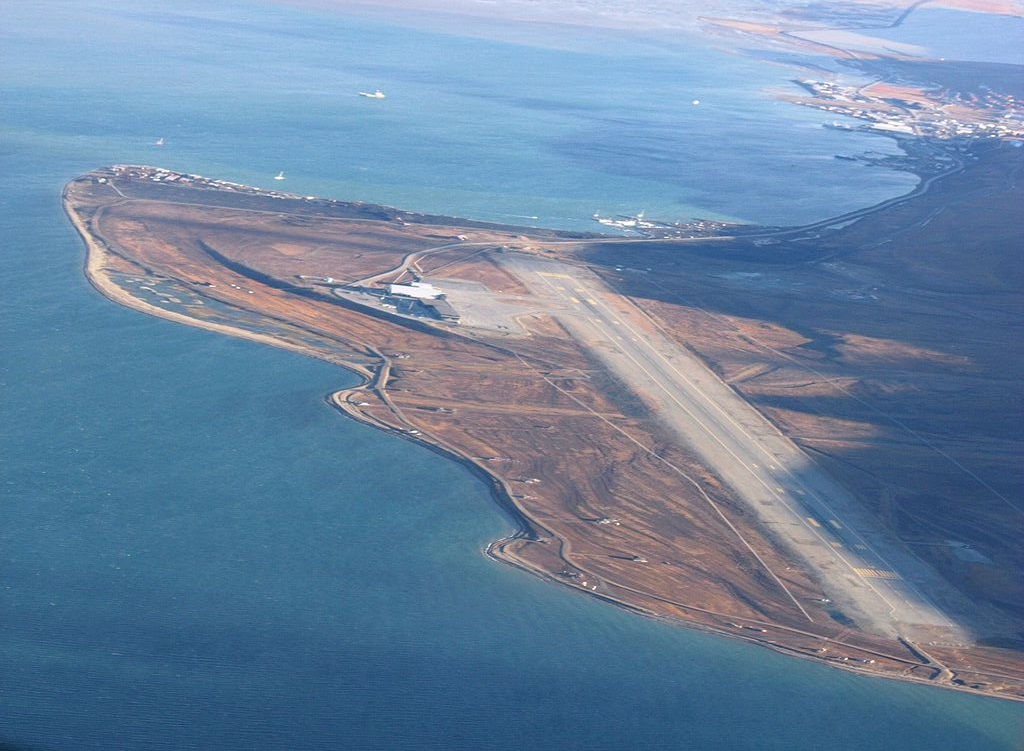
Panorámica del aeropuerto.

Lufttransport tiene una base en el aeropuerto de Svalbard con dos aviones Dornier Do 228-202K de diecinueve plazas y quince empleados. La aerolínea opera vuelos diarios al aeropuerto de Ny-Ålesund Hamnerabben para Kings Bay con personal de prospecciones y unos treinta viajes a la semana al aeropuerto de Svea para Store Norske Spitsbergen Kulkompani con personal de minería. Estas rutas suponen el transporte de cerca de 21.000 pasajeros y unas quinientas toneladas de carga al año. Para los Guardacostas de Noruega, Lufttransport efectúa en torno a 400 horas anuales de vigilancia aérea. Scandinavian Airlines efectúa seis vuelos a la semana al aeropuerto de Tromsø y también al aeropuerto de Oslo-Gardermoen. La mina de Barentsburg tiene un helicóptero Mi-8 usado para los viajes con el aeropuerto de Longyearbyen y otros cometidos.

## Estadísticas
Ver fuente y consulta Wikidata.

## Accidentes e incidentes
- El 10 de octubre de 1986, una Cessna 185 desde Antarctax se estrelló inmediatamente después de partir del aeropuerto de Svalbard en ruta a Ny-Ålesund, matando a las seis personas que viajaban a bordo.[28]
- El 29 de agosto de 1996, el vuelo 2801 de Vnukovo Airlines desde el aeropuerto de Moscú Vnukovo, Moscú, se estrelló contra una montaña a 14 kilómetros (7,6 nmi) del aeropuerto. Las 141 personas a bordo del Tupolev Tu-154M murieron. Es el peor accidente aéreo en la historia de Noruega.[29]